# Distrito de Putla
El distrito de Putla es uno de los 30 distritos que conforman al estado mexicano de Oaxaca y uno de los cuatro en que se divide la región sierra sur. Se conforma de 348 localidades repartidas entre 10 municipios.

## Municipios
| Código INEGI | Municipio                 | Cabecera                  |
| ------------ | ------------------------- | ------------------------- |
| 020          | Constancia del Rosario    | Constancia del Rosario    |
| 037          | Mesones Hidalgo           | Mesones Hidalgo           |
| 073          | Putla Villa de Guerrero   | Putla Villa de Guerrero   |
| 076          | La Reforma                | La Reforma                |
| 088          | San Andrés Cabecera Nueva | San Andrés Cabecera Nueva |
| 300          | San Pedro Amuzgos         | San Pedro Amuzgos         |
| 377          | Santa Cruz Itundujia      | Santa Cruz Itundujia      |
| 392          | Santa Lucía Monteverde    | Santa Lucía Monteverde    |
| 415          | Santa María Ipalapa       | Santa María Ipalapa       |
| 447          | Santa María Zacatepec     | Santa María Zacatepec     |

## Demografía
En el distrito habitan 90,426 personas, que representan el 2.38% de la población del estado. De ellos 26,819 dominan alguna lengua indígena.